# 3247 Di Martino
3247 Di Martino је астероид главног астероидног појаса са пречником од приближно 13,75 .
Афел астероида је на удаљености од 2,681 астрономских јединица (АЈ) од Сунца, а перихел на 2,077 АЈ.
Ексцентрицитет орбите износи 0,126, инклинација (нагиб) орбите у односу на раван еклиптике 3,931 степени, а орбитални период износи 1340,593 дана (3,670 године).
Апсолутна магнитуда астероида је 12,90 а геометријски албедо 0,064.
Астероид је откривен 30. децембра 1981. године.